# 기니 실리
실리(프랑스어: syli guinéen)는 1971년부터 1985년까지 기니에서 사용되던 화폐이다. ‘실리’의 뜻은 ‘코끼리’였다. 1 실리는 100 카우리스였고 1 실리는 10 프랑이었다.
50 카우리스와 1, 2, 5 실리는 알루미늄 동전으로 만들어졌다. 1971년에는 10, 25, 50, 100 실리 지폐가 발행되었다. 1980년에는 두 번째 시리가 발행되었다. 이 때 발행된 지폐는 새로운 색깔로 발행된 1, 2, 5, 500 실리 지폐였다. 1985년 기니 프랑으로 대체되었다.

## 같이 보기
- 기니 프랑